# Amata pectoralis
Amata pectoralis är en fjärilsart som beskrevs av Walker 1854. Amata pectoralis ingår i släktet Amata och familjen björnspinnare. Inga underarter finns listade i Catalogue of Life.